# Levis Kachel
Levis Kachel (* 7. Februar 2006, Herzberg (Elster)) ist ein deutscher Kinderdarsteller.

## Leben
Kachel debütierte im Fernsehen 2019 in der ARD-Serie Bonusfamilie in der Rolle des William. Im selben Jahr war er im ZDF-Fernsehfilm Familie Bundschuh – Wir machen Abitur in der Rolle als Matz Bundschuh zu sehen – eine Rolle, die er auch in zwei nachfolgenden Familie-Bundschuh-Filmen übernahm. Im Jahr 2021 verkörperte er Erik in der Fernsehepisode Ein Sommer auf Elba. Kachel lebt in Berlin.